# Selahattin Demirtaş

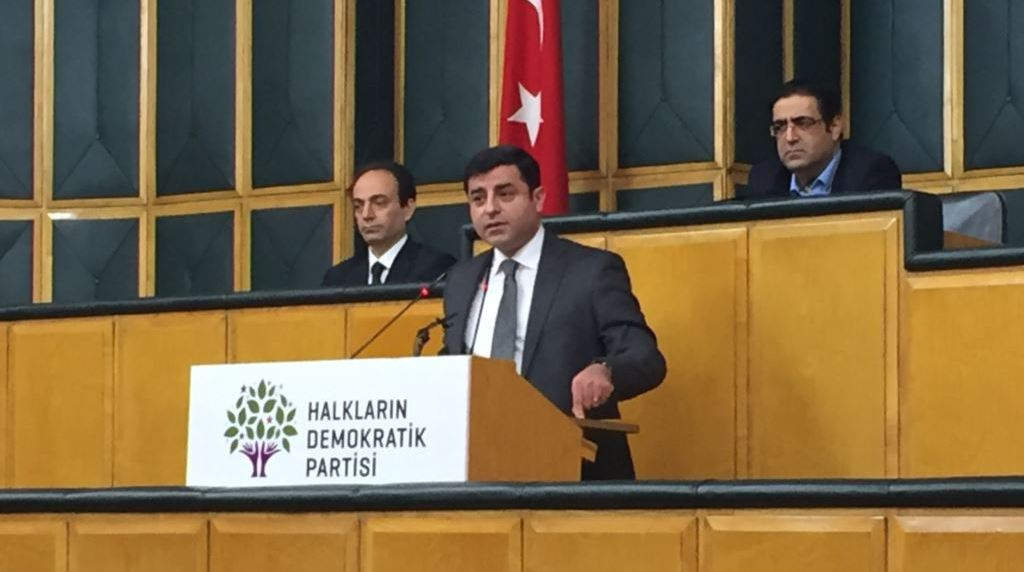
Demirtaş bei einer Fraktionssitzung (2016)

Selahattin Demirtaş (* 10. April 1973 in Palu) ist ein türkischer Politiker und ehemaliger Co-Vorsitzender der Halkların Demokratik Partisi (HDP). Bei der Präsidentschaftswahl 2014 trat er als einer von drei Kandidaten gegen Recep Tayyip Erdoğan an. Im November 2016 wurde er verhaftet, seitdem sitzt er in Edirne in einem Typ-F-Gefängnis in U-Haft. Gemäß einem Urteil des Europäischen Gerichtshofs für Menschenrechte aus dem Jahr 2020 ist Demirtaş politisch inhaftiert und daher sofort freizulassen. Die Türkei hat das Urteil nicht umgesetzt und hält Demirtaş weiter unrechtmäßig gefangen. 2023 kündigte er seinen Rückzug aus der Politik an.
Ein türkisches Gericht verurteilte Demirtaş im Jahr 2024 zu insgesamt 42 Jahren Gefängnis. Die frühere Ko-Vorsitzende der HDP Figen Yüksekdağ wurde zu 30 Jahren und drei Monaten Haft verurteilt. Auch 106 weitere HDP-Politiker standen oder stehen vor diesem Gericht.

## Familie, Ausbildung und Beruf
Das zweite von sieben Kindern der Eheleute Tahir und Sadiye Demirtaş wuchs in Palu auf. Sein Vater arbeitete als selbständiger Wasserinstallateur. Die Familie gehört der Bevölkerungsgruppe der Zaza an. Mit 18 Jahren beschloss er, sich politisch zu engagieren. Damals musste er bei einer Trauerfeier für einen von den Sicherheitskräften ermordeten Kurdenpolitiker miterleben, wie die Polizei das Feuer auf die Menge eröffnete und viele Trauergäste erschoss. Demirtaş studierte zunächst in Izmir Schiffsmanagement und Verwaltung und dann in Ankara Rechtswissenschaft. Er arbeitete als Menschenrechtsanwalt und stieg in der Kurdenbewegung auf. Später wurde er in den Vorstand der Menschenrechtsorganisation İnsan Hakları Derneği in Diyarbakır gewählt, wo er die dortige Zweigstelle leitete. Daneben ist er Mitglied des Türkiye İnsan Hakları Vakfı (TİHV) und von Amnesty International.
Politisch aktiv wurde Demirtaş 2007 in der Demokratik Toplum Partisi (DTP), der damals sein älterer Bruder Nurettin Demirtaş (* 1972) vorstand, der wegen seiner PKK-Mitgliedschaft mehr als zehn Jahre lang in Haft war.

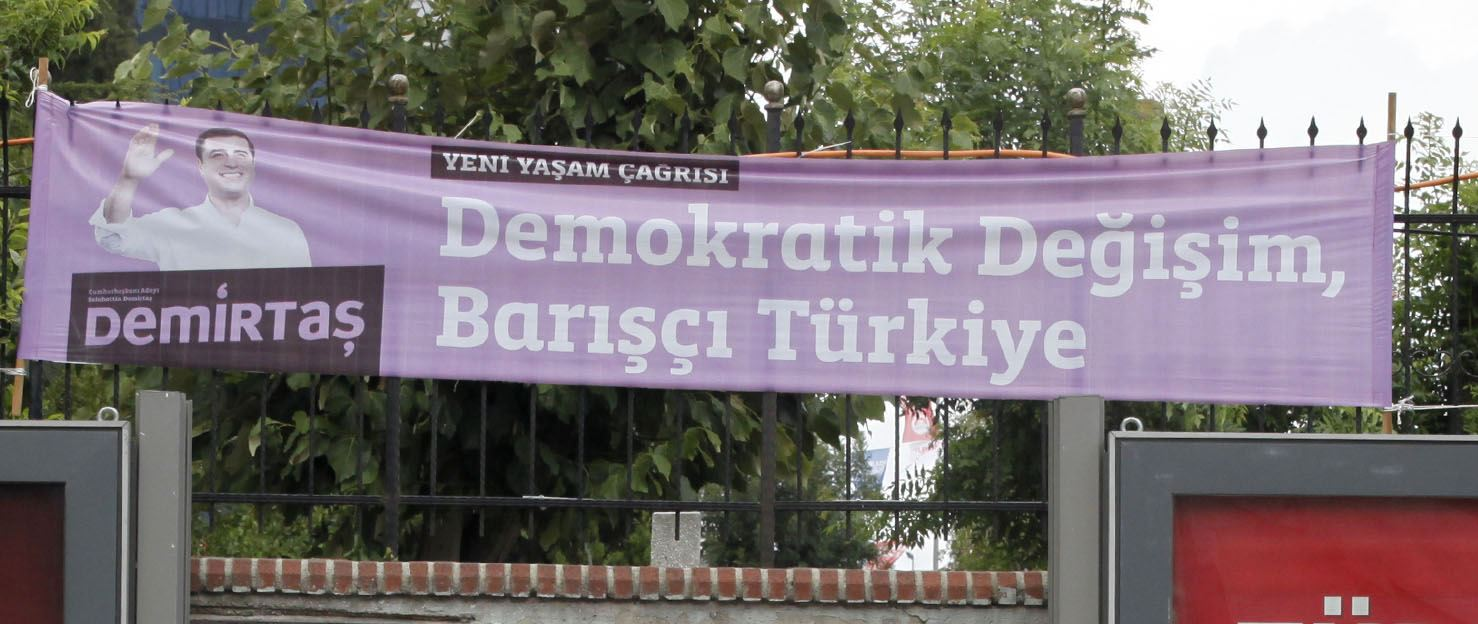
Banner für die Präsidentschaftswahlen 2014 („Demokratische Veränderung, friedliebende Türkei“)

Sein Bruder Nurettin schloss sich den PKK-Kämpfern in den nordirakischen Kandil-Bergen gegen die Dschihadistenmiliz „Islamischer Staat“ (IS) an. Bei Luftangriffen der türkischen Streitkräfte im Sommer 2015 auf Stellungen der PKK, bei denen rund 260 Kämpfer getötet und hunderte Menschen verletzt wurden, wurde Nurettin Demirtaş verletzt. Selahattin Demirtaş distanzierte sich wiederholt von jeder Form der Gewalt, auch der seitens der PKK.
Selahattin Demirtaş ist mit der Lehrerin Başak Demirtaş verheiratet und Vater von zwei Töchtern.

## Politische Laufbahn
Demirtaş kandidierte bei den türkischen Parlamentswahlen 2007 nominell als unabhängiger Einzelkandidat, um die in der Türkei seit 1982 geltende Zehn-Prozent-Sperrklausel für Parteien zu umgehen. Er wurde als Abgeordneter für die Provinz Diyarbakır direkt in die Große Nationalversammlung der Türkei gewählt. Nach dem Verbot der DTP am 11. Dezember 2009 trat Demirtaş der Nachfolgepartei Barış ve Demokrasi Partisi (BDP) bei. Am 1. Februar 2010 wurde er auf dem Parteitag in Ankara zum neuen Parteivorsitzenden gewählt. Um bei der Parlamentswahl vom 12. Juni 2011 erneut die Sperrklausel umgehen zu können, trat Demirtaş im April 2011 als Vorsitzender zurück und aus der BDP aus; so wurde er als nominell Unabhängiger in die Nationalversammlung wiedergewählt. Er wurde im September 2011 auf dem Parteitag der BDP in Ankara erneut zum Parteivorsitzenden gewählt.

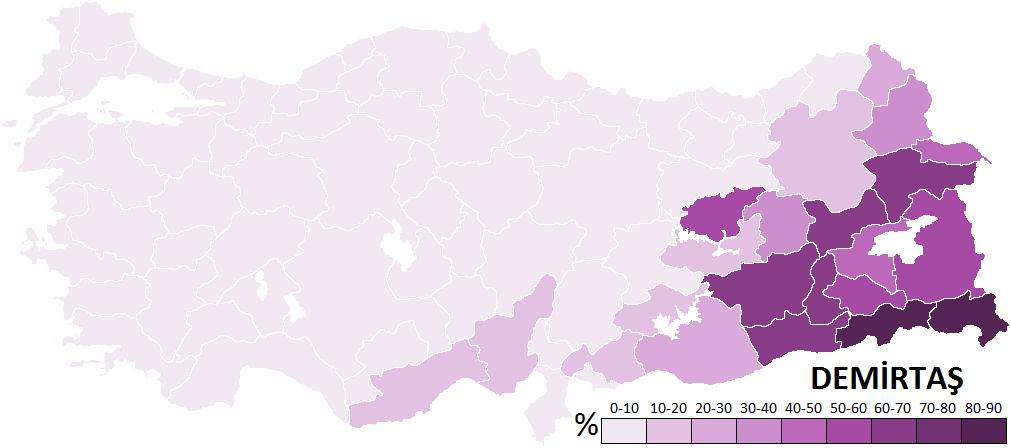
Demirtaş’ Ergebnis nach Provinzen (Präsidentschaftswahlen 2014)

Im Juni 2014 trat er der linken Sammlungspartei HDP bei und wurde zusammen mit Figen Yüksekdağ zum Co-Vorsitzenden gewählt; die Partei hat strukturell eine Doppelspitze aus einem Mann und einer Frau. Eine Woche später wurde er als Kandidat der HDP für die Präsidentschaftswahl 2014 nominiert, bei der er mit 9,77 % auf dem dritten Platz landete. Michael Martens schrieb, dieses „beachtliche“ Ergebnis sei Demirtaş' Durchbruch in der öffentlichen Wahrnehmung. Martens schrieb, Demirtaş' Wahlkampfauftritte seien humorvoll, volksnah und rhetorisch geschickt. In anderen westlichen Medien ist Demirtaş wegen seines Aussehens und Auftretens als „kurdischer Obama“ bezeichnet worden, der trotz persönlicher Angriffe gegen den „hübschen Jungen“, „Popstar“ und „Ungläubigen“ und eines tödlichen Anschlags gegen eine HDP-Veranstaltung immer staatsmännische Ruhe bewahrt habe.
Bei der Parlamentswahl vom 7. Juni 2015 kandidierte Demirtaş erfolgreich für die Provinz Istanbul.
Bei dieser Wahl erhielt die HDP 13,1 Prozent der Stimmen; sie überwand damit die Zehn-Prozent-Sperrklausel für den Einzug ins türkische Parlament. Demirtaş, der von der regierenden AKP als „Terroristenvertreter“ und „unislamisch“ gebrandmarkt worden war, kündigte an, sich für die Rechte aller Minderheiten, also nicht nur jene der Kurden, einzusetzen, neben ethnischen und religiösen insbesondere auch von Frauen und Homosexuellen. Als seine politische Hauptaufgabe gelte die Entschärfung des anhaltenden Kurdenkonflikts. Demirtaş lehnte eine Koalition mit der zuvor allein regierenden (Kabinett Davutoğlu III), islamisch ausgerichteten AKP ab und sah im Wahlergebnis einen Erfolg der säkularen linken Kräfte.
Zwei Tage nachdem Präsident Recep Tayyip Erdoğan juristisches Vorgehen gegen HDP-Parlamentarier angekündigt hatte, wurde Medienberichten zufolge am 30. Juli 2015 ein Ermittlungsverfahren gegen Demirtaş wegen des Vorwurfs der Anstachelung bewaffneter Proteste gegen die fehlende Unterstützung seitens der Türkei in der Verteidigung Kobanês gegen den Islamischen Staat eingeleitet.

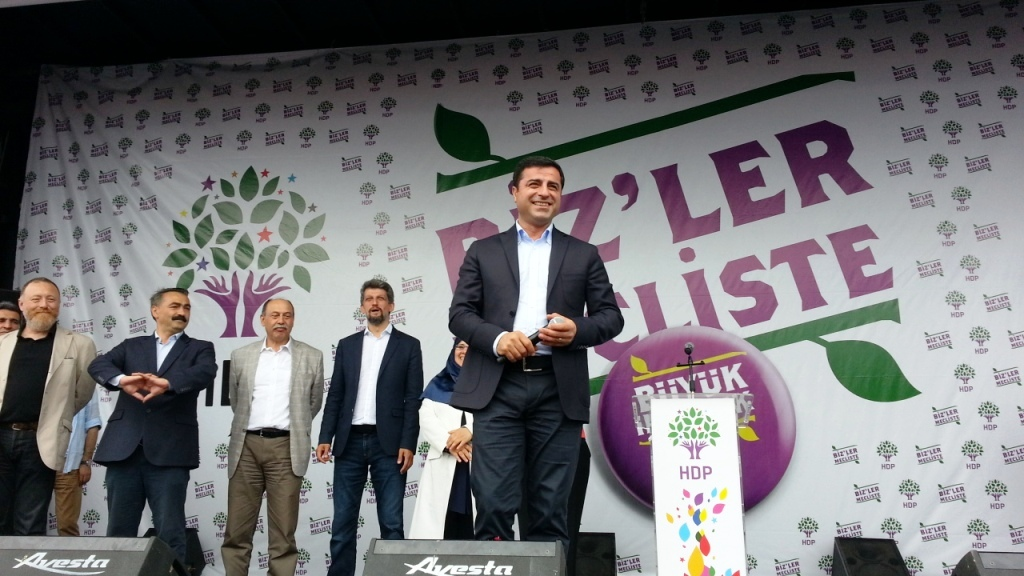
Wahlkundgebung mit Demirtaş (2015)

Bei der vorgezogenen Parlamentswahl vom 1. November 2015 erhielt die HDP 10,8 Prozent der Stimmen und 59 der 550 Parlamentssitze.
Am 23. November 2015 teilte die HDP mit, dass auf Demirtaş’ gepanzertes Fahrzeug geschossen wurde, sie ging von einem Anschlagsversuch aus. Türkische Behörden widersprachen dieser Darstellung, davon unbenommen stellte Demirtaş Strafanzeige.
Im Mai 2016 wurde auf Betreiben von Staatspräsident Erdoğan die Immunität zahlreicher HDP-Abgeordneter im türkischen Parlament aufgehoben, darunter auch die von Demirtaş. Nach dem Putschversuch in der Türkei Mitte Juli 2016 ist in dem Land der Ausnahmezustand verhängt worden.
Am 18. Oktober warnte Demirtaş vor einer Diktatur in der Türkei.
Am 25. April 2018 gab die HDP bekannt, Selahattin Demirtaş für die anstehenden Präsidentschaftswahlen 2018 zu nominieren. Demirtaş kandidierte, obwohl er zu diesem Zeitpunkt in Untersuchungshaft war. Er war einer der sechs Präsidentschaftskandidaten.
Selahattin Demirtaş wurde im Frühjahr 2019 für den Friedensnobelpreis nominiert.
Nach der Präsidentschaftswahl in der Türkei 2023 kündigte er seinen Rückzug aus der Politik an. Dabei kritisierte er auch die Anerkennung der Wiederwahl Erdoğans durch das von der HDP unterstützte Oppositionsbündnis als Legitimierung des Regimes.

## Strafverfolgung und Prozesse
Am 3. November 2016 wurden Demirtaş, die Co-Vorsitzende Figen Yüksekdağ und weitere HDP-Abgeordnete festgenommen. Ihnen wird auf Initiative der Erdoğan-Regierung „Terrorpropaganda und Mitgliedschaft in einer bewaffneten Terrororganisation (PKK)“ vorgeworfen. Die Verhaftung der Politiker folgte der Schließung von 15 pro-kurdischen Medien, darunter der Tageszeitung Özgür Gündem und der Nachrichtenagentur Dicle Haber Ajansı (DIHA). Im Februar 2017 wendete sich Demirtaş an den Europäischen Gerichtshof für Menschenrechte (EGMR).
Am Morgen des 31. März 2017 begann Demirtaş einen Hungerstreik, aus Solidarität mit mehr als 100 politischen Gefangenen, die per Hungerstreik gegen die Haftbedingungen im Ausnahmezustand protestieren. Der Streik konnte am Abend des gleichen Tages wieder beendet werden, da die Gefängnisleitung deutliche Besserung gelobte.
Laut Aussagen seiner Frau wusste Demirtaş bereits Monate zuvor von seiner bevorstehenden Verhaftung. Er habe von vielen Freunden im Ausland die Möglichkeit bekommen, zu ihnen zu fliehen, was Demirtaş allerdings ablehnte. Während tausende verhaftet würden, könne er sich als Co-Parteivorsitzender nur für den Widerstand entscheiden.
Einer seiner Anwälte, Mahsuni Karaman, teilte mit, dass sich kein einziger Beweis in der Anklageschrift befinde. Es seien lediglich Reden aus dem Parlament und von Wahlkampfveranstaltungen sowie abgehörte Telefongespräche vorhanden. Letztgenanntes sei illegal, da dies bereits vor der Aufhebung seiner parlamentarischen Immunität passiert sein soll.
Hasip Kaplan, ein weiterer Anwalt von Demirtaş wurde am 24. Januar 2018 zu 3 Jahren 1 Monat und 15 Tagen Haft wegen Propaganda für eine Terrororganisation verurteilt.
Im Januar 2018 wurde Selahattin Demirtaş zur Zahlung von 15.000 Türkische Lira wegen Beleidigung des Präsidenten verurteilt. Selahattin Demirtaş hatte Recep Tayyip Erdoğan einen Dieb genannt, weil er und einige seiner Familienangehörige in einen Korruptionsprozess involviert waren.
Am 20. Februar 2018 wurde Selahattin Demirtaş zu 5 Monaten Haft verurteilt, weil er die Republik Türkei, die türkische Nation, den türkischen Staat und seine Institutionen beleidigt haben soll.
Am 7. September 2018 wurde er für eine Rede, die er im Jahre 2013 hielt, wegen Terrorpropaganda zu 4 Jahren und 8 Monaten Haft verurteilt. Am 20. November 2018 entschied der EGMR, dass Demirtaș aus der Untersuchungshaft entlassen werden müsse. Die Verhaftung Demirtaş’ stelle laut den Richtern einen unrechtmäßigen Eingriff in die freie Meinungsäußerung des Volkes dar und erlaube ihm nicht, sein Mandat als Abgeordneter wahrzunehmen. Der türkische Präsident Recep Tayyip Erdoğan erklärte darauf, dass der Entscheid des EGMR für die Türkei nicht bindend sei. Am 4. Dezember 2018 wurde das Urteil aus erster Instanz vom 7. September 2018 in zweiter Instanz bestätigt. Somit gilt er nun nicht mehr als Häftling in Untersuchungshaft, sondern als ein verurteilter Gefangener.
Am 22. Dezember 2020 urteilte die Große Kammer des Europäischen Gerichtshofs für Menschenrechte (EGMR), dass Demirtaş sofort aus der Untersuchungshaft zu entlassen sei, da seine Rechte in fünf Teilbereichen verletzt worden seien. Ihm stünden zudem insgesamt 60.400 Euro für Vermögensschäden, immaterielle Schäden sowie Ausgleich für Kosten und Ausgaben zu. Bereits 2018 hatte das Straßburger Gericht die Freilassung des Politikers angeordnet, weil die lange Untersuchungshaft ungerechtfertigt sei. Die Türkei setzte das Urteil aber nicht um, obwohl sie als Mitglied des Europarats an Urteile des EGMR gebunden ist. Der türkische Staatspräsident Erdoğan kritisierte das neuerliche Urteil: Der EGMR könne nicht im Namen der türkischen Gerichte entscheiden. Der Inhaftierte habe zuvor nicht alle innerstaatlichen Rechtsmittel in der Türkei ausgeschöpft, der EGMR habe für Demirtaş eine politisch motivierte Sonderregelung eingeführt (der EGMR hatte argumentiert, Rechtsmittel auf nationaler Ebene seien gemäß Menschenrechtskonvention grundsätzlich nur dann zu ergreifen, wenn sie effektiv seien, daher eine Verletzung von Konventionsrechten beseitigen können; im derzeitigen türkischen Justizsystem sei die Effektivität aber zu bezweifeln). Laut Erdoğan widerspreche das Urteil zudem einem früheren EGMR-Urteil über die ehemalige spanische Partei Batasuna, die als politischer Flügel der Terrororganisation ETA verdächtigt wurde, was aber nie ausreichend bewiesen worden sei. Nach dem Bekanntwerden des Urteils kam es zu einer Cyberattacke auf die Website des EGMR, zu der sich die türkische Hackergruppe Anka Neferler Tim bekannt haben soll. Inzwischen liegt ein neuer Haftbefehl gegen Demirtaş vor. Ein diesbezüglicher Antrag des Politikers beim EGMR ist nach Angaben des Gerichts noch anhängig.
Im Jahr 2022 haben Staatsanwälte eine neue Anklageschrift gegen den inhaftierten Demirtaş aufgrund eines Twitter-Beitrags aus dem Jahr 2013 erstellt. Laut der 28-seitigen Anklageschrift verbreitete Demirtaş am 16. November 2013 einen Tweet, der den Ausdruck „Bijî Serok Apo“ enthielt, was auf Deutsch „Hoch lebe Führer Apo!“ bedeutet. Die Staatsanwaltschaft fordert für Demirtaş eine Gefängnisstrafe von ein bis fünf Jahren.
Im Mai 2024 wurde Demirtaş Medienberichten zufolge zu 42 Jahren Haft verurteilt.

### Internationale Reaktionen

#### USA
Nachdem die Staatsanwaltschaft eine Haftstrafe von insgesamt 142 Jahren gefordert hatte, äußerte der Pressesprecher des US-Außenministeriums John Kirby seine Besorgnis über das exorbitante Strafmaß.

#### Deutschland
Der damalige Außenminister Frank-Walter Steinmeier kritisierte die Verhaftung Demirtaş’ vom 3. November 2016 und bestellte den türkischen Botschafter zu Konsultationen ein.
Auch nach der Bekanntgabe der Forderung des Strafmaßes von 142 Jahren wurde der türkische Botschafter zu Erklärungen einberufen.

#### Dänemark
Auch Dänemark hat nach der Bekanntgabe der Forderung eines Strafmaßes von 142 Jahren den türkischen Botschafter zu Erklärungen einberufen.

## Kontroversen
Im Jahr 2012 äußerte sich Demirtaş bei einer Veranstaltung in der türkischen Stadt Mardin, in der viele Kurden leben, zum inhaftierten Abdullah Öcalan, auch genannt „Apo“, dem ehemaligen Führer und Gründungsmitglied der PKK. Die Organisation wird unter anderem in den USA, EU-Staaten und der Türkei als Terrororganisation eingestuft. Gemäß Human Rights Watch von 1998 gilt Öcalan als Verantwortlicher für die „crimes against humanity“ (deutsch Verbrechen gegen die Menschlichkeit) zwischen 1992 und 1995 in der Türkei, speziell für die mutwillige Ermordung unschuldiger Zivilisten.
Demirtaş rief damals zu der Menge: „Eines müsst ihr euch gewöhnen. Wir werden noch die Statue vom Führer Apo aufstellen, die Statue!“
Dieses Video zirkuliert noch heute in den sozialen Medien und sorgt für Diskussionen. Im Jahr 2022 räumte Demirtaş ein, dass seine damalige Aussage ein Fehler gewesen sei.

## Auszeichnungen
- 2021: Menschenrechtspreis der Stadt Weimar[43]

## Schriftsteller
Während der Untersuchungshaft in Edirne hat Demirtaş zwölf Kurzgeschichten geschrieben – „Geschichten aus der Welt der kleinen Leute und Geschichten über die wahnwitzige Gleichzeitigkeit komplett unterschiedlicher Lebenswelten“. Das auf Deutsch 2018 im Penguin Verlag erschienene Buch heißt Morgengrauen (im Original Seher); nach Günter Wallraff ist der Band ein erstaunliches literarisches Debüt. Eva Krafczyk schreibt: „Demirtas ist im Gefängnis Schriftsteller geworden und hat sich mit Worten Freiräume geschaffen.“ […] Er „verzichtet auf anklagenden Pathos – die Härten des Lebens sind auch so sichtbar.“ Das deutsche PEN-Zentrum hat Demirtaş am 4. Dezember 2018 zu seinem Ehrenmitglied ernannt. 2019 erschien sein zweites Buch Devran.

## Veröffentlichungen
- Morgengrauen. Storys. Übersetzt von Gerhard Meier. Penguin Verlag, München 2018, ISBN 978-3-328-60061-9.